# لولا فالانا
لولا فالانا (انگلیسی: Lola Falana؛ زادهٔ ۱۱ سپتامبر ۱۹۴۲) یک هنرپیشه اهل ایالات متحده آمریکا است.
فالانا در دوره راهنمایی که در دبیرستان تحصیل می کرد، در کلوپ های شبانه می رقصید که توسط مادرش همراهی می شد. دنبال کردن حرفه موسیقی آنقدر برای او مهم شد که بر خلاف میل والدینش، چند ماه قبل از فارغ التحصیلی از دبیرستان ژرمن تاون ترک تحصیل کرد و به شهر نیویورک نقل مکان کرد.